# 锥螺
锥螺（学名：Turritella terebra）也叫笋锥螺，是腹足纲锥螺科錐螺屬的一种。

## 特征
长锥形壳，高约16厘米，螺层约29层，壳顶尖细，容易损伤；缝合线深；每一螺层有螺肋5-6条，体螺层约有螺肋11条；灰黄色或褐色壳面；近圆形殻口，紫褐色内面。

## 分布
主要栖息于泥沙质海底。分布于马来西亚、印度尼西亚、中国大陆、台湾，常栖息在水深约十米范围内的浅水区以及潮下带。